# David Václavík
David Václavík (* 24. června 1975 Liberec) je český religionista, vysokoškolský pedagog a bývalý regionální politik.
Vystudoval (1998) filozofii a religionistiku na Filozofické fakultě Masarykovy univerzity (FF MU) v Brně. V stejném roce začal působit jako odborný asistent na Katedře filozofie Pedagogické fakulty (FP) Technické univerzity v Liberci (TUL), kde se věnoval především problematice soudobé filozofie a religionistiky. V letech 2000 až 2002 také spolupracoval s Centrem pro ekonomickou a sociální strategii na Fakultě sociálních věd Univerzity Karlovy v Praze. Podílel se především na analýzách situace etnických a kulturních minorit a problematiky kulturní identity. V roce 2004 ukončil doktorské studium religionistiky na FF MU a na Ústavu religionistiky téže fakulty začal působit jako odborný asistent. Zde se věnoval zejména metodologii religionistiky, fenoménu nových náboženských hnutí, sociologii náboženství a roli náboženství v moderní společnosti. Od roku 2005 do roku 2010 byl vedoucím Ústavu religionistiky. V roce 2015 se stal vedoucím Katedry filozofie na FP TUL.

## Vědecká a odborná činnost
Jeho odborná činnost se věnuje zejména roli náboženství v moderní společnosti a jejím proměnám. V této souvislosti se pak zaměřuje především na tři oblasti: nová náboženská hnutí, vztahy mezi tzv. sekulární společností a náboženstvími v západních společnostech (především v regionu střední a východní Evropy a USA) a konečně fenoménu tzv. non-religion, který v sobě zahrnuje různé podoby „bezvěrectví“ od ateismu po různé formy náboženského apateismu. Právě posledně zmíněnému fenoménu pak věnoval většinu svých současných publikací.
Vedle výše zmíněných oblastí se pak věnuje i otázkám souvisejících s metodologií vědeckého studia náboženství a procesem institucionalizace religionistiky jako vědecké disciplíny.
V roce 2004 se stal tajemníkem České společnosti pro religionistiku a v roce 2008 byl zvolen jejím předsedou a tuto funkci vykonával dvě funkční období do února 2015. V současné době zastává funkci místopředsedy této společnosti.
Odborně působí také v zahraničních společnostech např. International Study of Religion in Central and Eastern Europe Association (ISORECEA) či European Association for the Study of Religions (EASR), v níž působil od roku 2011 do roku 2014 jako generální sekretář.
Kromě toho přednáší na řadě evropských univerzit (např. Vídeň, Krakov, Szeged, Lublin). Aktivně působí i v mnoha redakčních radách domácích i zahraničních odborných časopisů. Např. časopisu Religio. Revue pro religionistiku, Religion and Society in Central and Eastern Europe, Religion in Austria, Axis Mundi či v redakční radě odborné série Scientific Study of Religion vydávané britským nakladatelstvím Bloomsbury Publishing. V roce 2022 se stal šéfredaktorem nejstaršího českého religionistického časopisu Religio. Revue pro religionistiku. 
Věnuje se i popularizaci akademického studia náboženství a často vystupuje jako host mnoha médiích, např. Českém rozhlase (pořady Vertikála, Spirituála, Leonardo), v celostátních denících (např. Deník N, Dnes, Deník) a poslední době i v podcastech (např. U kulatého stolu, Zpátky mimo téma).
Je autorem či spoluautorem 8 monografií a více než 40 studií a odborných článků. 

## Výběr z bibliografie

### Monografie
- Václavík, David. Etnické a kulturní minority ve střední Evropě, Liberec: TUL 2002
- Václavík, David. Úvod do filosofie, Liberec: TUL 2003
- Václavík, David. Sociologie nových náboženských hnutí, Praha: Malvern 2006
- Václavík, David - Nešpor, R. Zdeněk a kol. Příručka sociologie náboženství, Praha: SLON 2008
- Václavík, David. Náboženství a moderní česká společnost, Praha: Grada 2010
- Václavík, David - Lužný, Dušan a kol. Individualizace náboženství a identita: Poznámky k současné sociologii náboženství, Praha: Malvern 2010
- Václavík, David. Proměny americké religiozity, Brno: Nakl. Masarykovy univerzity 2013
- Václavík, David. Religionistická typologie a taxonomie, Brno: Nakl. Masarykovy univerzity 2014
- Bubík, Tomáš – Remel, Atko – Václavík, David (eds.). Freethought and Atheism in Central and Eastern Europe: The Development of Secularity and Non-Religion (Routledge Studies in Religion). New York – London: Routledge 2020, 346 s., ISBN 978-0-367-22631-2

### Studie
- Václavík, David. Cultural and Social Continutity and Discontinuity as Factors of Non-religion. The Case of the Czech Borderlands. In. Slovenský národopis/Slovak Ethnology 70/4, s. 507–529. https://doi.org/ 10.31577/SN.2022.4.40
- Lang, Martin – Chvaja, Radim – Purczynski, Benjamin – Václavík, David – Staněk, Rostislav. Advertising cooperative phenotype through costly signals facilitates collective action. In. Royal Society Open Science 9/5 2022. https://doi.org/10.1098/rsos.202202.
- Václavík, David – Bubík, Tomáš. The Czech Study of Religion and Western Scholarship. In. Studi e materiali di storia delle religioni 87/2 2021. s. 554–579. ISSN 0036-1690
- Václavík, David. Role intelektuálů v procesu ateizace české společnosti v 2. polovině 20. století a její transformace. In. Slavia Meridionalis 20/2020. ISSN 2392-2400 (on-line časopis, Article No. 2198: https://ispan.waw.pl/journals/index.php/sm/issue/view/117/showToc)
- Václavík, David. Pandemie jako výzva a zkouška. Co nám řekly uplynulé dva roky o církvích a jejich místě v současné české společnosti. In. OPATRNÝ, Aleš – ŠIMR, Karel (eds.). Církev v době pandemie. Brno: CDK 2022, s. 33–50, 18 s., ISBN 978-80-7325-563-3
- Remel, Atko – Václavík, David – Bubík, Tomáš. Studying freethought and atheism in Central and Eastern Europe. An Introduction. In. Bubík, Tomáš – Remel, Atko – Václavík, David (eds.). Freethought and Atheism in Central and Eastern Europe: The Development of Secularity and Non-Religion (Routledge Studies in Religion). New York – London: Routledge 2020, s. 1–8, 8 s., ISBN 978-0367226312
- Bubík, Tomáš – Václavík, David. „Freethinkers and atheists in the Czech Lands in the 20th century“. In. Bubík, Tomáš – Remel, Atko – Václavík, David (eds.). Freethought and Atheism in Central and Eastern Europe: The Development of Secularity and Non-Religion (Routledge Studies in Religion). New York – London: Routledge 2020, s. 58–83, 26 s., ISBN 978-0367226312
- Bubík, Tomáš – Václavík, David – Remel, Atko. „Non-religion in the CEE region“. In. Bubík, Tomáš – Remel, Atko – Václavík, David (eds.). Freethought and Atheism in Central and Eastern Europe: The Development of Secularity and Non-Religion (Routledge Studies in Religion). New York – London: Routledge 2020, s. 310–324, 15 s., ISBN 978-0367226312
- Václavík, David. Shaping the Slovak Identity and the Manifestation Thereof in the Social Iconosphere.The Case of the Slovak National Museum. In. Historická sociologie. Časopis pro historické sociální vědy 2/2019. s. 35–52. ISSN 2336-3525
- Václavík, David – Hamplová, Dana – Nešpor, R. Zdeněk. Religious Situation in Contemporary Czech Society. In. Central European Journal of Contemporary Religion 4/2 2018. s. 99–122. 23 s. ISSN 2570-4893
- Václavík, David. Katolická církev očima současných Čechů a současní Češi očima Katolické církve. Mezi nedůvěrou a očekáváním. Caritas et Veritas. Časopis pro reflexi křesťanských souvislostí v sociálních a humanitních oborech 1/2016, s. 150–156, 7 s., ISSN 1805-0948
- Václavík, David – Vido, Roman – Paleček, Antonín. Czech Republic: The Promised Land for Atheists? In. Cipriani, Roberto – GARELLI, Franco. Annual Review of the Sociology of Religion. Sociology of Atheism. Vol. 7. Leiden: Brill 2016, s. 201–232, 32 s., ISBN 978-90-04-31930-1
- Václavík, David. Rola religii i ateizmu w Republice Czeskiej. Niektóre aspekty sekularyzacji. In. ZAREBA, Slawomir – BOROWIK, Irena. Tradycja i innovacja w polu refleksji socjologii religii, Warszawa: Kontrast 2015. pp. 183 – 197. ISBN 978-83-62793-15-0
- Václavík, David. Searching and Finding: A History of the Slovak Study of Religion. In: Bubík, Tomáš - Hoffmann, Henryk. Studying Religions with the Iron Curtain Closed and Opened. Leiden: Brill 2015, s. 55-86. ISBN 978-90-04-28307-7
- Václavík, David. Cultural War – Concept, Myth and Reality: A Clash of Ideas in “Post-Secular” American Society at the Turn of the Millennium. American and British Studies Annual, 2014, roč. 7, č. 2014, s. 62-69. ISSN 1803-6058.
- Václavík, David. Deepening Secularization? How to Read Official Statistics. A Case of the Czech Republic. DISKUS, Bath College of HE, 2014, roč. 16/2014, č. 2, s. 22-30. ISSN 0967-8948.
- Václavík, David, Multidimensional Secularization in Central and Eastern Europe, In: NOMOS. Kwartalnik Religioznawczy 4/80, 2013, s. 159 – 167, ISSN 1230-7858 78
- Václavík, David, Academic Study of Religion in the Czech Republic in the First Decade of the 21st Century, in: Pantehon. Religionistický časopis 7/1 2012, s. 125 – 133. ISSN 1803-2443
- Václavík, David. Náboženství v kyberprostoru. Příspěvek k současným transformacím posvátna. Sociální studia, Brno : Fakulta sociálních studií MU Brno, 2008, 3-4, od s. 125 - 137, 12 s. ISSN 1212-365X
- Václavík, David. Český ateismus ve 20. století. K vývoji a institucionalizaci v letech 1948 až 1989. Soudobé dějiny, Praha: Ústav pro soudobé dějiny AV ČR Praha, 14/2007, 2-3, od s. 471 - 488, 18 s. ISSN 1210-7050. 2008.
- Václavík, David. New Religious Movements and their Reflection as Conflict Religious Groups. In Exercising Power. The role of religions in concord and conflict. 1. vyd. Turku: the Donner Institute, 2007. od s. 393 - 403, 11 s. ISBN 978-952-12-1811-8.
- Václavík, David - Václavíková Helšusová, Lenka. Institucionalizovaná podoba religiozity a její projevy v České republice v letech 1989–2000. Religio: Revue pro religionistiku, Brno: Česká společnost pro studium náboženství, 14/2006, 2, od s. 45-64, 20 s. ISSN 1210-3640. 2006.
- Václavík, David. Meze a možnosti religionistického používání pojmů sekta, kult a církev. Religio: Revue pro religionistiku, Brno: Česká společnost pro studium náboženství, 1/2005, 1, od s. 29-57, 38 s. ISSN 1210-3640. 2005.
- Václavík, David. Religia w Republice Czeskiej na początku trzetiego tysiąclecia. In Religion in the Time of Changes (Space - Society - Economy No 7). 1. vyd. Łódź: University of Łódź, 2005. od s. 234-242, 9 s. ISSN 1733-3180.
- Václavík, David. Sekularizovaná a desekularizovaná moderna. Místo náboženství v moderní společnosti. Aluze. Časopis pro literaturu, filosofii a jiné, Olomouc: Palackého univerzita Olomouc, 2003, 2, od s. 120-127, 7 s. ISSN 1212-5547. 2003.
- Václavík, David. Nová náboženská hnutí v perspektivě historicko-genealogických klasifikací. Religio: Revue pro religionistiku, Brno: Česká společnost pro studium náboženství, 11, 2, od s. 241-259, 18 s. ISSN 1210-3640. 2003.